# 부싯깃

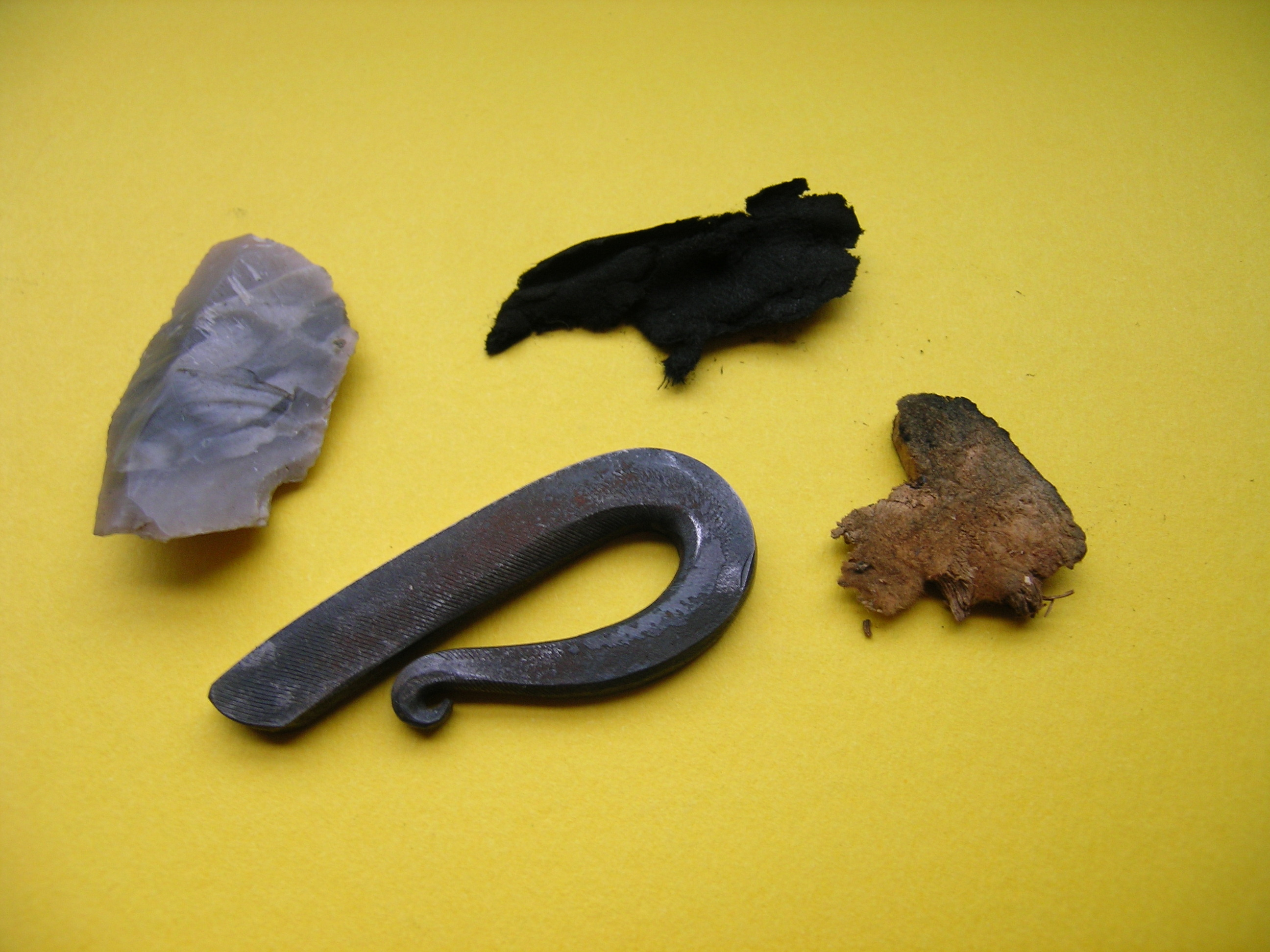
부싯돌(가장 왼쪽), 부시, 부싯깃(오른쪽 두 개).

부싯깃(tinder)은 점화에 사용되는 물건 중 하나다. 바짝 마른 식물이나 천, 종이, 솜 같은 것으로, 부시를 때려서 불똥이 일어나면 그 불똥을 받아내서 불을 크게 일으키는 역할을 한다.

## 같이 보기
- 부시쌈지